# Александер Качаніклич
Александер Качаніклич (серб. Александар Качаниклић, нар. 13 серпня 1991, Гельсінгборг, Швеція) — шведський футболіст сербського походження, вінгер хорватського клубу «Хайдук» та національної збірної Швеції.

## Ігрова кар'єра

### Клубна

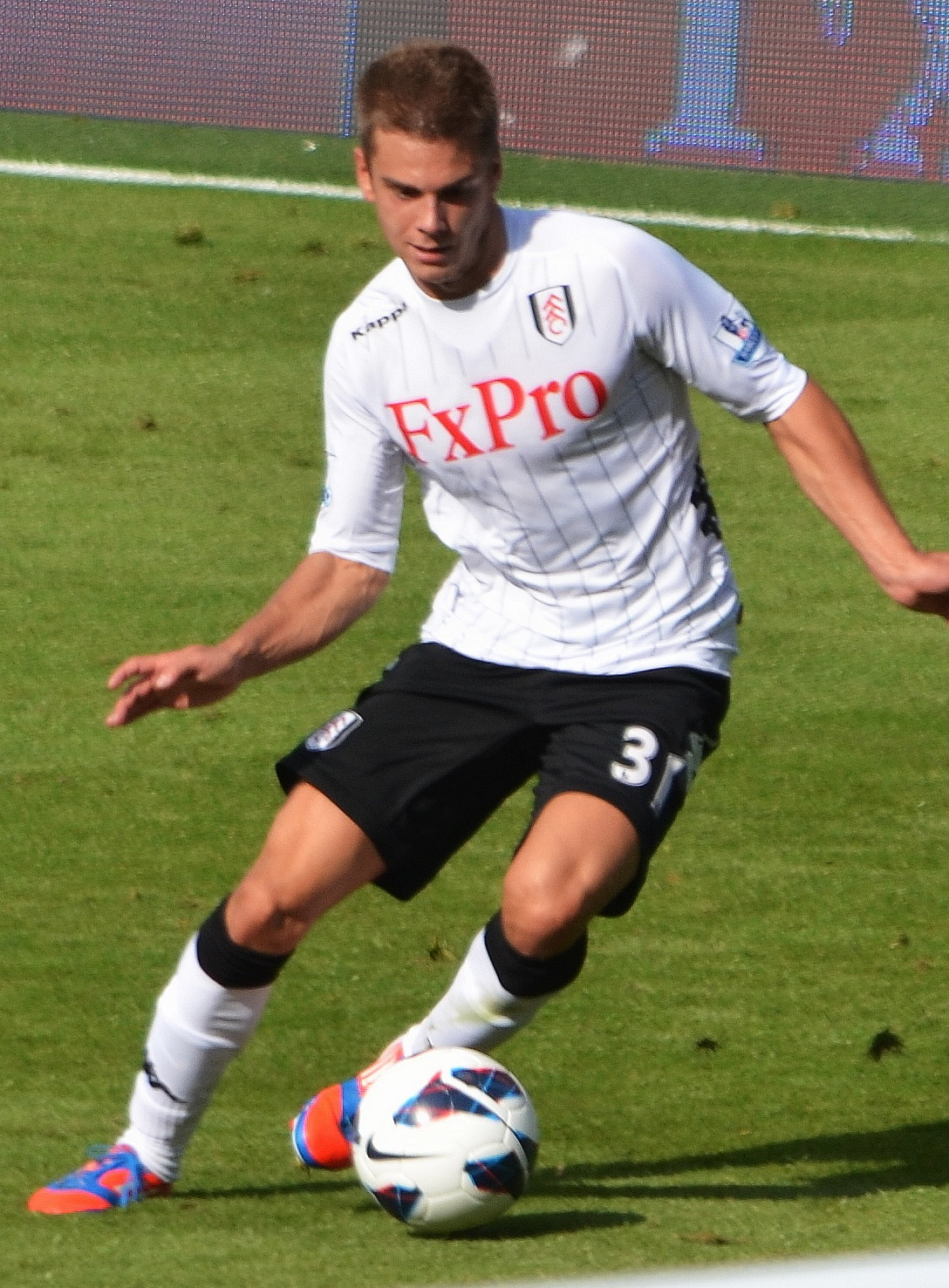
Качанікліч у складі «Фулгема» у 2012 році

Александер Качаніклич народився у місті Гельсінгборг, де й почав займатися футболом. Згодом він приєднався до футбольної академії місцевого однойменного клуба. Там на гру молодого вінгера звернули увагу селекціонери англійського «Ліверпуля» і влітку 2007 року Качанікліч перебрався до Англії. У 2009 році у складі молодіжної команди мерсисайдців Качаніклич брав участь у фіналі молодіжного Кубка Англії, де «Ліверпуль» поступився лондонському «Арсеналу».
У 2010 році Александер перейшов до іншого англійського клубу — столичного «Фулгема». Але одразу пробитися до основи Качаніклічу не вдалося і тривалий час він грав у інших клубах на правах оренди. Лише на початку 2012 року відбувся дебют Качаніклича в англійській Прем'єр-лізі.
Влітку 2016 року відбувся перехід Александера до французького «Нанта». Але у Франції більш ніж за два роки шведський вінгер зіграв лише 26 матчів і на початку 2019 року він повернувся до Швеції.
Качаніклич підписав трирічний контракт із столичним «Гаммарбю» і вже в першому турі нового сезону дебютував у Аллсвенскан. Але травма вивела футболіста з гри на наступні два місяці. В тому сезоні разом з клубом Качаніклич виграв бронзові нагороди шведського чемпіонату.
У лютому 2021 року Качанікліч підписав контракт на 3,5 роки з хорватським «Хайдуком».

### Збірна
Александер Качаніклич виступав за юнацькі збірні Швеції. 15 серпня 2012 року у товариському матчі проти команди Бразилії футболіст дебютував у складі національної збірної Швеції.

## Особисте життя
Александер Качаніклич має сербське коріння і його батько виявляв бажання, щоб син грав за збірну Сербії. Але сам Александер обрав шведську збірну. Старший брат Александера — Робін також професійний футболіст, який грає у нижчих дивізіонах чемпіонату Швеції. Окрім шведської мови Александер володіє також англійською та французькою мовами.

## Титули і досягнення
- Володар Кубка Хорватії (1):

«Хайдук»: 2021-22